# Endesa
Endesa, S.A. (oprindeligt initalerne for Empresa Nacional de Electricidad, S.A.) er en spansk multinational energikoncern, der har aktiviteter indenfor elselskab, naturgas og telekommunikation. Endesa's omsætning var i 2019 på 20 mia. euro, der var 9.000 ansatte, 10 mio. kunder i Spanien og 10 mio. internationale kunder. Virksomhedens aktiemajoritet ejes af den italienske energikoncern Enel.